# جاكسونز أوف بيكاديللي
جاكسونز أوف بيكاديللي Jacksons of Picadilly كان محل شاي في لندن ومتجر شامل فاخر، أنشأه روبرت جاكسون عام 1815.
وهو الآن علامة تجارية تملكها شركة آر تويننغز وشركاه المحدودة.